# Приче Соломунове
Књига Приче Соломунове је 20. књига Светог писма Старог завета и 28. књига Танаха.
965. п. н. е. на престолу Краљевства Израиљ био је Давидов син Соломон. По сведочењу Библије "Господ му је дао "мудрост и знање" и "мудро срце ..." (2 Днев 1:. 10-12; 3 kg 3:12; 4:30, 31.). На истом месту стоји и да је Соломун "изрекао три хиљаде поучних прича ..." (3 Сол 4:32.). Само неке од ових мудрих изрека забележене су у библијској Књизи прича Соломонових. 